# Luísa de Mérode
Luísa de Mérode (Luísa Carolina Ghislaine de Mérode-Westerloo; Bruxelas, 22 de maio de 1819 — Turim, 1 de março de 1868), foi uma nobre belga e Princesa de Cisterna por casamento. Foi a mãe da rainha Maria Vitória da Espanha e irmã da princesa Antonieta de Mônaco.

## Vida e família
Nascida em Bruxelas, ela era a mais velha das sete crianças nascidas do conde Werner de Mérode e da condessa Vitória de Spangen d'Uyternesse. Sua irmã mais nova, Antonieta de Mérode, foi a futura esposa de Carlos III, Príncipe de Mônaco.
No dia 28 de setembro de 1846 em Bruxelas, casou-se com Carlos Emanuel dal Pozzo, 5.º Príncipe de Cisterna, um nobre italiano de uma das poucas famílias aristocráticas do Reino da Sardenha a ostentar um título principesco. Foi um casamento duplo, tendo a sua irmã mais nova, Antonieta, desposado o Príncipe de Mônaco. Carlos Emanuel dal Pozzo estava exilado da Sardenha desde 1821 depois de ter sido acusado de conspirar contra o rei Vítor Emanuel I. Em 1848 o casal retornou a Turim.
Em 1867, sua filha Maria Vitória casou com o príncipe Amadeu de Saboia, duque de Aosta, segundo filho do rei Vítor Emanuel II da Itália e Adelaide da Áustria, e irmão do futuro rei Humberto I da Itália. O príncipe Amadeu reinou como rei da Espanha entre 1870 e 1873, tendo Maria Vitória sido rainha consorte da Espanha.
Com a morte do marido de Luísa em 1864, sua filha Maria Vitória herdou seus títulos e propriedades, passando-os para seu filho mias velho. Em 1868, Luísa morreu em Turim, aos 48 anos.

## Descendência
1. Maria Vitória dal Pozzo (1847–1876), casou-se com o príncipe Amadeu de Saboia (futuro rei da Espanha), com descendência;
2. Beatriz Josefa Antônia Luísa dal Pozzo (1851–1864), morreu na infância.

## Títulos e estilos
- 2 de Maio de 1819 – 28 de Setembro de 1846: Condessa Luísa de Mérode.
- 28 de Setembro de 1846 – 26 de Março de 1864: Princesa de Cisterna.
- 26 de Março de 1864 – 19 de Fevereiro de 1867: Princesa-viúva de Cisterna.
- 19 de Fevereiro de 1867 – 1 de Março de 1868: "Sua Alteza", a Princesa-viúva de Cisterna.[1]

## Nota
1. ↑  criada Sua Alteza por decreto em ocasião do casamento de sua filha com o filho do rei Vítor Emanuel II da Itália.